# Halsberg

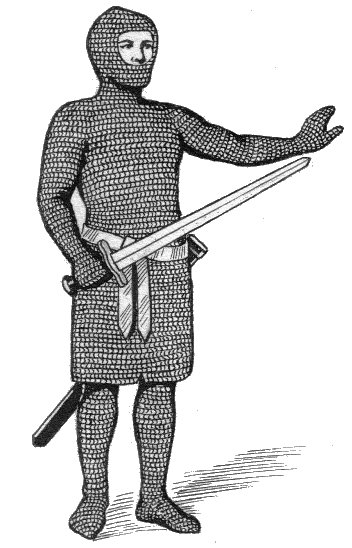
IJzeren halsberg

Een halsberg (Middelnederlands: 'halsberch', letterlijk bescherming van de hals, waarbij 'hals' als een pars pro toto voor het bovenlijf moet worden opgevat) is een nauwsluitend, lang hemd met mouwen en een capuchon, reikend tot onder de knie en soms tot op de enkels, geweven uit ijzeren ringetjes, doorgaans twee tot drie lagen dik, dat gedragen werd door ridders in de twaalfde en dertiende eeuw. Het gewicht varieert tussen de 15 en 25 kilogram. In de middeleeuwse Arthurroman maakt de halsberg deel uit van de standaarduitrusting van elke ridder. (Het woord 'harnas' betekende toen iets anders, nl. de gezamenlijke benodigdheden van iemand of iets: gerei, getuig, ”spullen”, tuig.) De halsberg werd uitsluitend gedragen door strijders te paard en beschermde de drager ervan tegen slagen met bijl, hamer of zwaard, voor zover die niet opgevangen konden worden met het schild. Tegen een frontale aanval met een lans met een ijzeren punt is de halsberg niet opgewassen, evenmin als tegen pijlen uit een kruisboog of een longbow.
Onder de halsberg droeg de ridder een (linnen) hemd en erboven een gewatteerd vest en een gewatteerd leren hoofddeksel (coifie), voorzien van een metalen afdekplaatje. Om zijn benen en voeten te beschermen droeg hij 'kousen', die evenals de halsberg geweven waren van metalen ringetjes. Om zijn handen te beschermen droeg hij vergelijkbare handschoenen. Om zijn hoofd te beschermen droeg hij een (pot)helm. Over de halsberg heen droeg de ridder een wapenkleed, waaraan men kon afzien tot welke strijdende partij hij behoorde. Verdere identificatie vond plaats aan de hand van het beschilderde schild dat hij voerde.
Hoewel de halsberg een goed compromis was tussen bewegelijkheid en bescherming werd met de komst van zwaardere wapens op het slagveld de halsberg bedekt met metalen platen, waarna in de loop van de Middeleeuwen het harnas ontstond, waarin de drager ervan beter beschermd was tegen aanvallen en waarin men nog steeds goed kon bewegen. De halsberg werd dus vervangen door het plaatharnas, hieronder werd nog wel een variant van een halsberg gedragen; de maliënkolder.
In de Karelepiek komt de halsberg ook wel voor, maar daarin is de defensieve bewapening diverser en ouderwetser. Men draagt daar weleens een bronie, een leren jas die bestikt is met metalen plaatjes (schubben), die in de zeventiende eeuw de naam en het scheldwoord 'schobbejak' kreeg. Ook is de Karelepiek reëler in de problemen die een gewapende ruiter heeft om in het zadel te komen. In de Arthurromans kunnen de helden zich zelfstandig in het zadel hijsen. Wel wordt enige assistentie bij het afstijgen (het vasthouden van de stijgbeugel) op prijs gesteld. In de Franse Karelepiek gaat de held soms eerst op een steen staan, een 'perron', om vanaf die steen zijn paard te bestijgen.

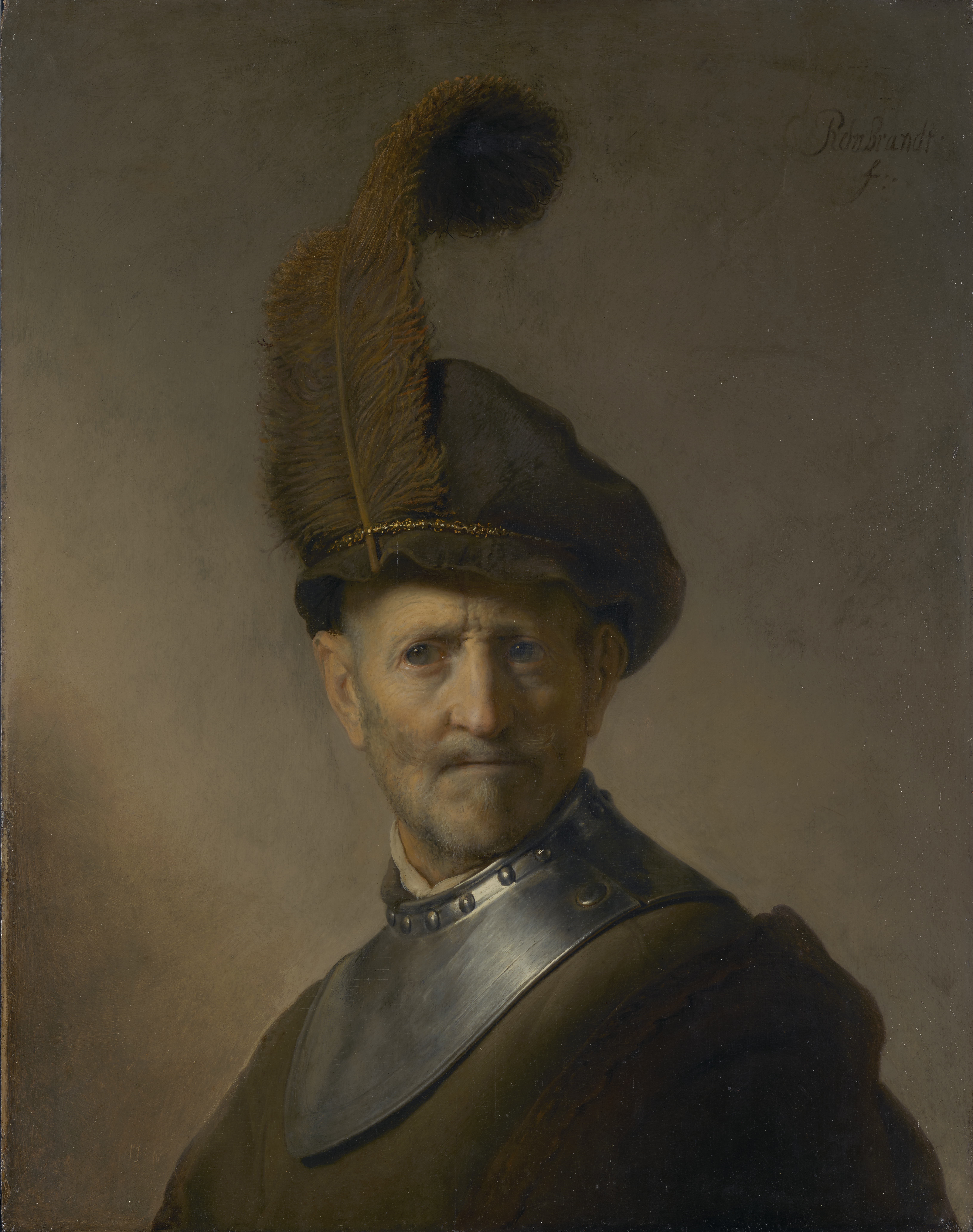
Oude man met een halsberg (Rembrandt van Rijn)

Aan het eind van de Middeleeuwen, als de halsberg heeft plaatsgemaakt voor het harnas, gaat men het woord halsberg gebruiken voor een metalen kraag die boven op het harnas (gorget in het Engels) gedragen wordt ter bescherming van de hals.